# Перемирие
Переми́рие — временное прекращение военных (боевых) действий по соглашению воюющих сторон на всём театре военных действий (общее перемирие) или на отдельном его участке (местное перемирие). 

## История
На окончание XIX столетия, Переми́рие (ср.) временный, условный мир воюющих, или срочная остановка военных действий, по обоюдному согласию, для переговоров, в ожидании каких перемен, известий, для уборки раненых и убитых и прочего, или временное прекращение военных действий, обеспечиваемое договором между воюющими сторонами. За общим перемирием обычно следует заключение мирного договора. Во время перемирия военное положение продолжается, право войны остается в силе. Перемирие, как все международные договоры, заключается верховной государственной властью.
На театре войны этим правом пользуются по необходимости и военные власти, но заключаемые последними перемирия всегда специальные по своему предмету (уход за ранеными на поле сражения, похороны убитых, получение ожидаемых инструкций и иные неотложные нужды военного характера), краткосрочны (заключаются иногда всего на несколько часов) и территориально ограничены. Для них существует и особый термин — приостановка военных действий (фр. suspension d'armes, нем. Waffenruhe), хотя Брюссельская декларация о военном праве ввиду тождества юридических последствий обоих договоров и отсутствия особого термина в английском языке сочла возможным ограничиться одним термином перемирие.
Перемирие в собственном смысле, заключаемое верховной властью, имеет общегосударственное значение и является обыкновенно предвестником мира. Оно бывает частным (прекращение военных действий на некоторых театрах войны) и общим (прекращение повсеместное). Цель его — облегчить мирные переговоры и обеспечить их спокойный ход. Нередко в этих случаях воюющие стороны вырабатывают предварительные условия будущего мирного договора (см. Прелиминарный договор).
Общее перемирие лишь тем отличается от окончательного мира, что оно оставляет в силе притязания, послужившие поводом к войне: спор не окончен, и война всегда может возобновиться. В прежнее время, особенно в средние века и раннее новое время, мирные договоры («вечный мир») заключались редко; их заменяли долгосрочные (на многие годы) перемирия. Такой же характер имели до XVIII века и мирные договоры Турции с христианскими державами.
Последствием перемирия является прекращение всех наступательных действий; противное должно быть оговорено в договоре. Обыкновенно намечаются разграничительные линии с нейтральной полосой между неприятельскими войсками; последние не должны передвигаться за указанные пределы. Личность и имущество неприятеля во время перемирия неприкосновенны; взятые в это время призы возвращаются по принадлежности.
Действия оборонительные (исправление крепостных стен, закупка провианта, набор солдат и тому подобное в отведённых для каждой стороны пределах) считаются дозволенными, если в договоре нет прямого запрещения. Такова общая практика, однако в этих вопросах в литературе существует большие разногласия. Многими допускаются лишь те оборонительные меры, которые могли бы быть фактически выполнены и при отсутствии перемирия.
Особенно спорным является вопрос о праве осаждённого города или крепости запасаться продовольствием (по крайней мере, в количестве, необходимом на время перемирия); отказ в этом со стороны неприятеля может оказаться равносильным отказу в перемирии. Пруссия отказала в этом праве Парижу во время войны 1870—71 годов; протест французского правительства и обращение его к нейтральным державам остались без результата.
Перемирие прекращается по истечении срока, на который было заключено, или отказом от него, когда срока не было установлено. Нарушение любого условия перемирия одной из сторон даёт право другой отказаться от перемирия и до наступления срока.

## Примеры
В качестве примеров можно привести:
- Андрусовское перемирие[4];
- Деулинское перемирие[5][6];
- Муданское перемирие[7];
- Мудросское перемирие[8];
- Компьенское перемирие[9];
- и другие.